# Конлон, Пи Джей
Патрик Джошуа Конлон (англ. Patrick Joshua Conlon; 11 ноября 1993, Белфаст, Северная Ирландия) — британский и американский бейсболист, питчер. Выступал в Главной лиге бейсбола в составе клуба «Нью-Йорк Метс». На студенческом уровне играл за команду университета Сан-Диего. В 2015 году на драфте Главной лиги бейсбола был выбран в тринадцатом раунде.

## Биография
Патрик Конлон родился 11 ноября 1993 года в Белфасте. Его родители, ирландец и шотландка, познакомились и поженились в Калифорнии, где были студентами. Затем пара жила в Северной Ирландии, в 1995 году они вновь переехали в США. Конлон вырос в округе Ориндж, окончил старшую школу Эль-Дорадо. В возрасте шестнадцати лет он получил американское гражданство.
В составе школьной бейсбольной команды Конлон провёл два сезона, одержав десять побед при четырёх поражениях с пропускаемостью 2,15. После окончания школы он поступил в университет Сан-Диего, отклонив предложения стипендии от ряда других калифорнийских учебных заведений. В 2013 году он дебютировал в бейсбольном турнире NCAA, сыграл в 25 матчах и стал лучшим в составе «Сан-Диего Торерос» по показателю пропускаемости. Вместе с командой он стал победителем турнира конференции Уэст-Кост, а также вошёл в состав её сборной звёзд. Сезон 2014 года Конлон провёл в роли одного из стартовых питчеров команды. На драфте Главной лиги бейсбола 2015 года он был выбран клубом «Нью-Йорк Метс» в тринадцатом раунде.
Арсенал подач Конлона включал два варианта фастбола, чейндж-ап, кервбол и слайдер. Профессиональную карьеру он начал в 2015 году в составе клуба «Бруклин Сайклонс» из Лиги Нью-Йорка и Пенсильвании. В 2016 году он выступал за «Коламбию Файрфлайз» и «Сент-Луси Метс», завершил сезон с двенадцатью победами при двух поражениях. Его пропускаемость 1,65 стала самой низкой среди всех команд младших лиг, по итогам года Конлон был признан лучшим питчером системы «Метс». В 2017 году он играл за «Бингемтон Рамбл Пониз», сезон 2018 года начал в составе «Лас-Вегас Фифти Уанс». В мае 2018 года, после травмы Джейкоба Дегрома и отчисления Мэтта Харви, Конлон был вызван в основной состав «Метс» и дебютировал в Главной лиге бейсбола. Он стал первым с 1945 года уроженцем Ирландии, сыгравшем на высшем уровне бейсбола. До конца сезона он сыграл за команду в трёх матчах, проведя на поле 7,2 иннингов. В 2019 году Конлон провёл тринадцать игр за различные команды фарм-системы «Метс». В июле он подал руководству запрос об отчислении, который был удовлетворён. В том же году он объявил о завершении спортивной карьеры.